# Brachytrupanea semiatrata
Brachytrupanea semiatrata är en tvåvingeart som först beskrevs av Erich Martin Hering 1942.  Brachytrupanea semiatrata ingår i släktet Brachytrupanea och familjen borrflugor.
Artens utbredningsområde är Tanzania. Inga underarter finns listade.